# Tresouras
Tresouras ist ein Ort und eine ehemalige Gemeinde im Norden Portugals.
Tresouras gehört zum Kreis Baião im Distrikt Porto. Die Gemeinde hatte eine Fläche von 4,6 km² und 372 Einwohner (Stand 30. Juni 2011).
Am 29. September 2013 wurden die Gemeinden Tresouras und Loivos da Ribeira zur neuen Gemeinde União das Freguesias de Loivos da Ribeira e Tresouras zusammengefasst.